# Фигловская, Галина Викторовна
Гали́на Ви́кторовна Фигло́вская (19 мая 1938, Калининский, Московская область — 4 июня 2000, Санкт-Петербург) — советская актриса театра и кино, наиболее известна благодаря роли Женечки Земляникиной в трагикомедии Владимира Мотыля «Женя, Женечка и „катюша“».

## Биография

### Ранние годы
Галина Фигловская родилась в посёлке Калининский (ныне город Королёв) Московской области 19 мая 1938 года. В школе участвовала в самодеятельности и театральных постановках, но связывать жизнь с театром не собиралась и после десятого класса поступила в МХТИ им. Д. И. Менделеева на химико-технологический факультет.
В свободное время играла на сцене народного театра при Болшевском Доме офицеров. Тогда же решила попробовать поступить на вечернее актёрское отделение в Училище им. Б. Щукина. Фигловская училась у Цецилии Мансуровой (руководитель курса — Владимир Шлезингер) и окончила училище в 1965 году.
Во время учёбы в Щукинском Фигловскую пригласили на главную роль в спектакле по пьесе Артура Миллера «После грехопадения» в Театре на Малой Бронной. Пьеса была написана через три года после смерти Мэрилин Монро и посвящена неудачному браку автора с актрисой. По воспоминаниям Ирины Фигловской, сестры Галины, это была самая любимая её роль в театре. Галина играла с упоением и могла часами читать монологи из пьесы, но спектакль был снят с постановки из-за резких высказываний Миллера о политике СССР.
Позже Фигловской предложили играть в пьесе Анатолия Сафронова «Судьба — индейка», но по личным причинам актриса решила оставить сцену и вообще поменять род деятельности. Она устроилась инженером на предприятие конструкторского бюро «ХимМаш» в родном городе, тогда носившем название Калининград.

### Звёздная роль
Во время подбора актёров на роли в фильме «Женя, Женечка и „катюша“» режиссёр фильма, Владимир Мотыль, для образа Женечки Земляникиной искал обаятельную и привлекательную женщину, «немного грубоватой внешности». Вопреки точке зрения руководителей «Ленфильма», настаивавших на кандидатуре Натальи Кустинской, по мнению Мотыля, Кустинская была «бесконечно далека» от задуманной им фронтовички, так как «в ней не было органической грубости воюющей связистки». После долгих поисков режиссёр нашёл Галину Фигловскую через руководителей Щукинского училища, у которых спросил о талантливых, но малоизвестных, недавних выпускницах.
На тот момент Фигловская не работала на сцене и найти её было непросто. По воспоминаниям Мотыля, учреждение, где работала Галина Викторовна, было закрытым, и режиссёру удалось её отыскать только благодаря помощи её знакомых. Позже режиссёр вспоминал:
Первое, на что я обратил внимание, когда Галина предстала передо мной — на её чувственную нижнюю губу. Я представил, как она не просто поцелует нашего солдатика, а прямо проглотит целиком... Я понял, что близок к цели: „Вот вам сценарий, подготовьте вот этот кусок текста для пробы“. Она согласилась. Прочла сценарий. История чистой любви связистки и миномётчика её зацепила... Булат был очень доволен, говорил: „Мою роль ты не угадал, а девушка — точная фронтовичка“.
Сама Фигловская приглашение на роль поначалу восприняла как розыгрыш, в который не верила, пока не увидела в студии автора сценария Булата Окуджаву и исполнителя главной мужской роли Олега Даля. По словам Михаила Кокшенова, в съёмочной группе многие симпатизировали актрисе, а Даль, в отличие от своего робкого персонажа, всячески подтрунивал над Фигловской, не упуская случая назвать её «Фигой». При этом Фигловская очень тепло отзывалась о Дале, который помогал ей вжиться в образ и морально поддерживал в трудные моменты.
Несмотря на резко отрицательные отзывы критиков, зрители восприняли картину с восторгом, а роль Женечки Земляникиной стала самой известной в карьере Галины Фигловской. Сама актриса называла эту роль своей любимой.

### Дальнейшая карьера
После выхода фильма в прокат Фигловская стала известна в кинематографической среде, но все же вернулась на работу в конструкторское бюро «ХимМаш». Помимо рабочей деятельности, она принимала активное участие в общественной и духовной жизни производственного коллектива и, в частности, была ведущей молодёжного устного журнала «Спектр». Но через некоторое время её нашёл главный режиссёр Ленинградского БДТ Георгий Товстоногов и предложил ей место в труппе театра.
В БДТ Фигловская дебютировала (не считая массовки) в главной роли в пьесе Эдварда Радзинского «Ещё раз про любовь», заменив покинувшую театр Татьяну Доронину. Потом начала репетировать роль Аглаи во второй редакции легендарного товстоноговского «Идиота», но исполнитель главной роли, Иннокентий Смоктуновский, ушёл из театра, и спектакль был снят. Дальнейшая театральная карьера Фигловской не сложилась; одной из причин была жестокая конкуренция в «величайшей в мире труппе», созданной Товстоноговым, другой — школа: выпускнице Щукинского училища, ученице Цецилии Мансуровой эстетика Большого драматического была чужда.
Несмотря на зрительский успех «Жени, Женечки…», кинокарьера у Галины Фигловской также не сложилась. Помимо своей «звёздной роли», она снялась в 6 фильмах, преимущественно выступая на ролях второго плана. Фильм «Пристань», где у Фигловской была редкая главная роль, остался незамеченным широкой публикой.

## Личная жизнь
Галина Фигловская была замужем за писателем и сценаристом Эдгаром Дубровским.
В последние годы жизни актриса сильно болела и была парализована. В 2000 году Галина Викторовна умерла от сильнейшего приступа полиартрита. Похоронена на Смоленском православном кладбище Санкт-Петербурга.

## Актёрские работы

### Театр (БДТ)
- «Горе от ума» — массовка (ввод)
- «Ещё раз про любовь» — Наташа (ввод)
- 1967 — «Правду! Ничего, кроме правды!» — Брешко-Брешковская
- 1967 — «Лиса и виноград» — Мели
- 1969 — «Король Генрих IV» — Олицетворение Молвы
- 1969 — «С вечера до полудня» — Алла Васильевна
- 1970 — «Беспокойная старость» — Очередь
- 1970 — «Третья стража» — Саша
- 1971 — «Валентин и Валентина» — Рита, мать Валентины
- 1972 — «Ревизор» — вторая дама
- 1973 — «Общественное мнение» — Машинистка
- 1974 — «Три мешка сорной пшеницы» — Баба
- 1975 — «Протокол одного заседания» — Дина Павловна Миданина

### Кино
- 1967 — «Женя, Женечка и „катюша“» — Женечка Земляникина
- 1967 — «Попутного ветра, „Синяя птица“» — посетительница портового кабачка (нет в титрах)
- 1967 — «Доктор Солт уезжает» — Мэгги
- 1974 — «Сержант милиции» — Марина Николаевна, диспетчер трамвайного депо
- 1978 — «След на земле» — эпизод
- 1979 — «Пристань» (короткометражный) — Анфиса, буфетчица
- 1982 — «Следы остаются» (телефильм) — Елена Сергеевна Калугина
- 1983 — «За синими ночами» — Люба, сотрудница проектного бюро
- 1984 — «Колье Шарлотты» — гид
- 1985 — «Противостояние» — член международной комиссии, расследующей диверсию фашистов
- 1986 — «Красная стрела» — Зоя Викторовна Голубева